# Alburnoides kubanicus
Alburnoides kubanicus — вид коропоподібних риб роду Бистрянка (Alburnoides) родини Ялецеві (Leuciscidae). Мешкає у водоймах басейну річок Кубань та Лаба в Росії.